# Robotics;Notes
A Robotics;Notes (ロボティクス・ノーツ; Robotikuszu Nócu; Hepburn: Robotikusu Nōtsu) japán visual novel, amelyet a 5pb. fejlesztett és jelentett meg. A játékot 2012. június 28-án adták ki PlayStation 3 és Xbox 360 videójáték-konzolokra, amiket egy PlayStation Vita-port fog követni 2014-ben. A Robotics;Notes a Chaos;Head és a Steins;Gate után a harmadik játék a 5pb. Science Adventure sorozatában, és a hivatalos leírása szerint egy „kiterjesztett tudományos kaland” (拡張科学アドベンチャー; Kakucsó Kagaku Adobencsá; Hepburn: Kakuchō Kagaku Adobenchā). A játékból hat manga- és egy animeadaptációt készítettek, utóbbit a Production I.G gyártásában a Fuji TV Noitamina műsorblokkjában adták le 2012 októbere és 2013 márciusa között. Észak-Amerikában a Funimation szerezte meg az anime forgalmazási jogait.

## Játékmenet
A Robotics;Notes sci-fi visual novel, amelyben a játékos több szereplő – elsősorban Jasio Kaito – szemszögből követi az eseményeket. A játékmenet minimális interakciót igényel, mivel a játék legnagyobb része alatt csak a képernyőn megjelenő szöveget kell elolvasni, amely magában foglalja a narratívát és a párbeszédeket is. A szövegeket háttérrajzok, illetve 3D animált karaktermodellek kísérik, utóbbiak azt a személyt jelképesítik, akihez Kaito vagy Akiho beszél. A játék során a történet egyes pontjain CG-videók vannak, amelyek rövid ideig leváltják a háttérrajzokat és a karaktermodelleket. A Robotics;Notes egy elágazó történetvonalat követ amelynek több végződése lehet, és a játékos által hozott döntések alapján más és más irányba haladhat a cselekmény.
A Kaito szemszögéből bemutatott cselekményszál során a játékos aktiválhatja a Poke-com Triggert (ポケコントリガー; Pokekon Torigá; Hepburn: Pokekon Torigā), ami a Steins;Gate Phone Trigger rendszerét váltotta le. A rendszeren keresztül a játékos megnyithatja a Kaito táblagépére telepített alkalmazásokat. Ezen alkalmazások között szerepel a Deluoode Map térképalkalmazás, a Twipo (ツイぽ; Cuipo; Hepburn: Tsuipo) twitterszerű ismeretségi hálózat-alkalmazás, amely segítségével a játékos előre meghatározott lehetőségek közül választva válaszolhat a többi szereplő üzeneteire, illetve az Iru-vo (居る夫。; Hepburn: Iruo.) kiterjesztett valóságon alapuló képfelismerő alkalmazás, amellyel a játékos megvizsgálhatja környezetét így információkhoz jutva a szereplőkről és tárgyakról.

## Cselekmény

### Helyszín és téma
A Robotics;Notes 2019-ben játszódik Japán déli részén, a Kjúsútól délre fekvő Tanegasima szigetén. A játék alaptémái a robotok, alapfelvetése: „Mi történne, ha valóban megpróbálnak építeni egy hatalmas robotot?”.

### Szereplők
Jasio Kaito (八汐 海翔; Hepburn: Kaito Yashio)
Szinkronhangja: Kimura Rjóhei  (japán), Clifford Chapin (angol)
A játék főhőse, az iskola robotika klubjának tagja, aki megállás nélkül a Kill-Ballad című verekedős játékkal játszik. Az Anemone-gó incidens óta rohamokban szenved, amelyek alatt úgy érzi, hogy az idő nagyon lassan forog körülötte. Ugyan nem különösen keltik fel az érdeklődését a robotok, azonban mégis ő a robotika klub egyetlen másik tagja Akiho mellett, mivel Miszaki rábízta a húgát mielőtt elment a szigetről.
Szenomija Akiho (瀬乃宮 あき穂; Hepburn: Akiho Senomiya)
Szinkronhangja: Nandzsó Josino  (japán), Lindsay Seidel (angol)
A játék főhősnője, a robotika klub egyetlen másik tagja, annak elnöke. Az Anemone-gó incidens óta rohamokban szenved, amelyek alatt úgy érzi, hogy az idő nagyon gyorsan forog körülötte. Álma, hogy befejezze a Miszaki által megkezdett hatalmas Gan-cuku robotot.
Hidaka Szubaru (日高 昴; Hepburn: Subaru Hidaka) / Mr. Pleiades (ミスター・プレアデス)
Szinkronhangja: Hoszoja Josimasza  (japán), Jarrod Greene (angol)
Másodéves tanuló abban az iskolában, ahová Kaito és Akiho is jár. Néhány évvel korábban megnyerte a Robo-One bajnokságot, amiért Akiho megpróbálja meggyőzni, hogy csatlakozzon a robotika klubhoz, azonban ezt vissza kell utasítania, mivel megígérte apjának, hogy a középiskolában nem fog továbbra is a robotokkal játszadozni és annak elvégzése után halász lesz belőle. Kaito végül megzsarolja, hogy felfedi Mr. Pleiades kilétét, így végül csatlakozik a klubhoz.
Kódzsiro Frau (神代 フラウ; Hepburn: Frau Kōjiro) / Furugóri Kona (古郡 こな; Hepburn: Kona Furugōri)
Szinkronhangja: Nazuka Kaori  (japán), Leah Clark (angol)
A Kill-Ballad tervezője, a Gunvarrel animesorozat rendezőjének lánya. Kiderül, hogy a Gunvarrel egy propagandaeszköz volt, amellyel tömegesen mosták át az emberek agyát, és amikor a Gunvarrel készítői rájönnek erre a Háromszázak tanácsa kivégezteti őket. Frau erről mindössze annyit tud, hogy az anyja eltűnt és legutoljára Tanegasimán látták, így a szigetre költözik nyomok után kutatva.
Daitoku Dzsunna (大徳 淳和; Hepburn: Junna Daitoku)
Szinkronhangja: Tokui Szora  (japán), Monica Rial (angol)
A robotika és a karateklub egyik tagja.
Jukifune Airi (行舟 愛理; Hepburn: Airi Yukifune)
Szinkronhangja: Kugimija Rie  (japán), Apphia Yu (angol)
Egy Kimidzsima által készített MI az Iru-óban, aminek van egy másik személyisége (Gedzsi-nee), amit alkotója információgyűjtésre használ. Öntudatlanul kémkedik Kaito után Kimidzsimának. Eredetileg egy gyógyíthatatlan betegségben szenvedő lány, akinek testét mély álomba helyezték annak reményében, hogy a jövő orvosi technológiájával meg lehet majd gyógyítani. Amikor karácsonykor az Iru-o szervereit újraindították Airi személyiségét letörölték és Gedzsi-nee visszatért Kimidzsima oldalára.
Szenomija Miszaki (瀬乃宮 みさ希; Hepburn: Misaki Senomiya)
Szinkronhangja: Inoue Kikuko  (japán), Caitlin Glass (angol)
Akiho nővére. Az Anemone-gó incidens alatt rájön, hogy mit tervez Kimidzsima és megöli, de a férfi cyber-szelleme átmossa az agyát.
Irei Mizuka (伊禮 瑞榎; Hepburn: Mizuka Irei)
Szinkronhangja: Honda Takako  (japán), Lydia Mackay (angol)
Miszaki legjobb barátja. Kimidzsima meggyilkolása után ő talál rá a holttestére, amit elrejt, így Miszakit nem gyanúsítják meg a gyilkossággal. Meghal amikor a HUG-ját megvadítja a Háromszázak tanácsa és a mélybe zuhan egy sziklaszirtről.
Nagafukada Micuhiko (長深田 充彦; Hepburn: Mitsuhiko Nagafukada)
Szinkronhangja: Ueda Jódzsi  (japán), Robert McCollum (angol)
Miszaki gyermekkori barátja, a robotika klub tanácsadója.
Uszui Kaoruko (臼井 薫子; Hepburn: Kaoruko Usui)
Szinkronhangja: Szavada Tosiko  (japán), Linda Leonard (angol)
Annak az iskolájának igazgatója, amelyikbe Kaito is jár.
Fudzsita „Doc” Tecuharu (藤田 鉄治; Hepburn: Tetsuharu Fujita)
Szinkronhangja: Fukuda Nobuaki  (japán), R Bruce Elliott (angol)
A Robo Clinic robotalkatrészeket árusító bolt tulajdonosa, Dzsunna nagyapja. Ő készíti el a robotika klub alkotásainak legtöbb fontosabb elemét.
Kimidzsima Kó (君島 コウ; Hepburn: Kō Kimijima)
Szinkronhangja: Morikava Tosijuki  (japán), Eric Vale (angol)
A Kimidzsima-jelentések írója, aki néhány évvel korábban hunyt el. Végül kiderül, hogy a Háromszázak tanácsának dolgozott és ő okozta az Anemone-gó incidenst, ami egy kísérlet volt, amiben meghalt volna az összes tesztalany. Ezt Miszaki megakadályozta, megölte a férfit. Kimidzsima a halála előtt azonban még feltöltötte a személyiségét az internetre, ahol az Iru-ón keresztül él tovább, és azt tervezi, hogy végrehajtja a tanács terveit, amely szerint egy hatalmas napkitörést fog okozni, amiben elpusztul a földi népesség nagy része. A Kimidzsima-jelentések segítségével manipulálja az embereket, és Gedzsi-nee és Miszaki (akinek átmosta az agyát) segítségével érvényesíti akaratát a digitális, illetve a való világban. Végül Kai legyőzi egy, a Daru által létrehozott vírus segítségével.
Szenomija Kenicsiró (瀬乃宮 健一郎; Hepburn: Ken'ichirō Senomiya)
Szinkronhangja: Kojama Takehiro  (japán), Bradley Campbell (angol)
Akiho és Miszaki édesapja, a JAXA helyi képviseletének igazgatója.
Nagafukada Szumio (長深田 澄夫; Hepburn: Sumio Nagafukada)
Szinkronhangja: Kanao Tecuo  (japán), David Wald (angol)
Micuhiko nagybácsija, a Space Ame vállalat elnöke. A reklámért (a robotokon rajta van a cégének neve) cserébe anyagilag támogatja a Gan-cuku projekteket.
Hidaka Hiromu (日高 宏武; Hepburn: Hiromu Hidaka)
Szinkronhangja: Kinosita Hirojuki  (japán), Bill Jenkins (angol)
Szubaru édesapja. Ellenzi a fia robotok iránti érdeklődését és azt szeretné, ha a középiskola elvégzése után beállna mellé halásznak.
Szavada Tosijuki (澤田 敏行; Hepburn: Toshiyuki Sawada)
Szinkronhangja: Miki Sinicsiró  (japán), Chuck Huber (angol)
A Háromszázak tanácsának egyik tagjának fia, aki a Steins;Gate-szereplőket magába foglaló titkos szervezete élén a tanács ellen dolgozik.
Tennódzsi Nae (天王寺 綯; Hepburn: Nae Tennōji)
Szinkronhangja: Jamamoto Ajano  (japán), Brina Palencia (angol)
Visszatérő szereplő a Steins;Gate-ből, aki immár 20 éves és a JAXA-nak dolgozik.
DaSH
Hasida Itaru, visszatérő szereplő a Steins;Gate-ből. Itaru Naéhez és a többi Steins;Gate-szereplőhöz hasonlóan Szavada titkos szervezetének dolgozik. Amikor kiderül, hogy az Iru-óban nem lehet megbízni, mivel azt Kimidzsima készítette megalkotja annak helyettesét, a „DG297 3rd Edition ver.4.11”-et. A Kimidzsima legyőzéséhez használt vírust is ő készíti el. Nincs egyetlen beszédsora sem, csak futólag említik. 2019-re már megházasodott és gyermeke is született. A „DaSH” a „Daru the Super Hacker” rövidítése, az utolsó fejezetben egy rövid ideig „DaSP”-nek („Daru the Super Programmer”) hívja magát.

### Történet
A Robotics;Notesban a játékos Jasio Kaito szerepét ölti magára, aki imádja a verekedős játékokat, és az iskolája robotika klubjának tagja. A játék története akkor indul be, amikor a főszereplő rájön, hogy a Robotics;Notes egyik főhősnője egy világhírű verekedős játék motorjának programozója. A főszereplő ezek után elhatározza, hogy egy olyan robotot akar építeni, ami a játék irányítási rendszerén, illetve a motion capture technológián alapul. Úgy dönt, hogy a kateklubban keres olyasvalakit, akivel felvetetheti a motion capture jeleneteket.

## Fejlesztés
A Robotics;Notes tervezését és eredeti koncepciójának, illetve alaptörténetének megalkotását Sikura Csijomaru vezette. Hajasi Naotaka volt a játék forgatókönyvírója, míg Macubara Tacuja a producere. A szereplőket Fukuda Tomonori, míg a gépészeti elemeket Isivata Makoto tervezte. A játék zeneszerzője Abe Takesi volt. Sikura 2010 júliusában kezdett el dolgozni a játékon. A csapat a Japán Űrügynökségtől is kapott fejlesztői támogatását, ami Sikura szerint lehetővé tette, hogy a játék tudományos elemei jobban tükrözzék a valóságot. A Nitroplus is segédkezett a játék elkészítésében. A Robotics;Notesban 3D grafikák is szerepelnek, és a fejlesztőcsapat a Catherine vagy az Idolmaster 2 videójátékokban látható magas színvonalú 3D modellek elkészítésére törekedett.

### Megjelenés
A Robotics;Notest először 2010. december 22-én jelentették be hivatalosan a 5pb. weboldalán, az ugyanazon a napon megjelent, a Famicú magazinban szereplő Sikura Csijomaruval, a 5pb. elnökével készült interjúban további információkat közöltek a játék világáról. A Robotics;Notes a Science Adventure sorozat harmadik tagja, a 2008-ban, illetve 2009-ben megjelent Chaos;Head és Steins;Gate után. Amikor a játék célplatformját még nem jelentették be Sikura elmondta, hogy nem fognak csalódást okozni a sorozat rajongóinak. Azt is elmondta, hogy a játékot a tervek szerint 2011 folyamán fogják megjelentetni. A játék végül 2012. június 28-án jelent meg PlayStation 3 és Xbox 360 platformokra. A PlayStation 3 változat támogatja a Remote Playt a PlayStation Vitával. A natív PlayStation Vita-port 2014-ben fog megjelenni.

## Médiamegjelenések

### Manga
Az Aszakava Kidzsi által rajzolt Robotics;Notes című mangaadaptáció a Mag Garden Gekkan Comic Blade magazinjának 2012 márciusi lapszámában kezdte meg futását. A Robotics;Notes első tankóbon kötete 2012. július 10-én jelent meg, és 2013. szeptember 10-ig összesen négy kötetet adtak ki. A második mangaadaptáció, a Gó által rajzolt Robotics;Notes Phantom Snow 2012. július 26-án, az Enterbrain Famicú Comic Clear internetes magazinjában kezdte meg futását.[forrás?] 2013. szeptember 14-ig két tankóbon kötet jelent meg belőle. A harmadik manga, a Sihara Tacuja által rajzolt Robotics;Notes Revival Legacy a Shueisha Ultra Jump magazinjának 2012 szeptemberi lapszámában kezdte meg futását. A sorozat három tankóbon kötetbe összeszedve jelent meg 2012. december 19-e és 2014. január 17-e között.
A negyedik manga, Juno Cuzuri által rajzolt Robotics;Notes Dream Seeker (Robotics;Notes ドリームシーカー) a Square Enix Gekkan Sónen Gangan magazinjának 2012 októberei lapszámában kezdte meg futását. Első kötete 2013. szeptember 21-én jelent meg. Az ötödik manga, az NB által rajzolt Robotics;Notes Side Junna: Csiisza na nacu no monogatari (Robotics;Notes Side Junna: 小さな夏のものがたり) Kadokawa Shoten Gekkan Sónen Ace magazinjának 2012 novemberi lapszámában kezdte meg futását. A Side Junna első kötete 2012. november 26-án jelent meg, míg a második 2013. április 25-én. A hatodik mangaadaptáció, a Szora Tokumo által rajzolt Robotics; Notes Pleiades Ambition a Media Factory Gekkan Comic Alive magazinjának 2012 novemberi lapszámában kezdte meg futását. 2013. július 27-ig három tankóbon kötete jelent meg.

### Anime
Az animesorozat a Production I.G gyártásában készült el, és a Fuji TV noitamina műsorblokkjában adták le 2012. október 11-e és 2013. március 21-e között. Az első és a tizenegyedik epizódok között hallható nyitó főcímdala a Zwei Dzsundzsó Spectra (純情スペクトラ; Hepburn: Junjō Supekutora), míg záró főcímdala Fumika Umikaze no Brave (海風のブレイブ; Hepburn: Umikaze no Bureibu) című dala volt. A tizenkettedik epizódtól a nyitódal Haruki Húkjú no Messiah (咆筺のメシア; Hepburn: Hōkyō no Meshia), míg záródala Itó Kanako Topology (トポロジー; Hepburn: Toporojī) című száma volt. Az észak-amerikai Funimation Entertainment 2012. október 12-től streamelte a sorozatot weboldalukon keresztül.